# سیگندورف
سیگندورف (به آلمانی: Siegendorf) یک شهر بازاری و شهرستان اتریش در اتریش است که در Eisenstadt-Umgebung District واقع شده‌است.

## خصوصیات
سیگندورف ۲٬۷۲۲ نفر جمعیت دارد.